# Kūh-e Lājūr
Kūh-e Lājūr (persiska: كوه لاجور, كوهِ لاجوَرد) är ett berg i Iran.   Det ligger i provinsen Markazi, i den centrala delen av landet, 260 km sydväst om huvudstaden Teheran. Toppen på Kūh-e Lājūr är 2 684 meter över havet, eller 119 meter över den omgivande terrängen. Bredden vid basen är 0,40 km.
Terrängen runt Kūh-e Lājūr är huvudsakligen kuperad, men åt sydväst är den bergig.Runt Kūh-e Lājūr är det ganska tätbefolkat, med 54 invånare per kvadratkilometer. Närmaste större samhälle är Tūreh, 8,8 km söder om Kūh-e Lājūr. Trakten runt Kūh-e Lājūr består i huvudsak av gräsmarker.